# Slag bij Uhud
De Slag bij Uhud of Slag bij Oehoed is de tweede grote veldslag tussen moslims en Mekkanen op 23 maart 625 (6 Shawal 3 AH) bij de berg Uhud nabij Medina. De Mekkanen worden beschouwd als de winnaar van de slag.
De Mekkanen wilden wraak nemen op Mohammed en de moslims na de verloren Slag bij Badr. In plaats van een rechtstreekse aanval op Medina bleven de Mekkanen onder leiding van Aboe Sufyan bij de berg Uhud in de hoop dat de moslims hen wilden treffen.
Uiteindelijk trok een duizendkoppig moslimleger op 23 maart 625 ten aanval tegen een legermacht van 3000 Mekkanen. Volgens de overleveringen maakten de boogschutters een tactische fout door van positie te veranderen, hoewel Mohammed hen dat expliciet verboden had. De moslims verloren daardoor hun rugdekking omdat een groep Mekkanen onder leiding van Khalid ibn Walid hen vanuit hun rug kon aanvallen. Khalid ibn Walid was namelijk met zijn mannen om een kleine heuvel gereden. Zeventig moslims verloren het leven, maar de Mekkanen zetten hun aanval niet door, waardoor de slag niet geheel beslist werd.
In een andere lezing waren de moslims in de meerderheid en konden daarom al vroeg het initiatief nemen tot de aanval. De Mekkaanse linie werd teruggedreven, waarbij het Mekkaanse kamp onbeschermd achterbleef. Terwijl de moslims het kamp plunderden, werden zij verrast door Mekkaanse ruiters, waarop chaos onder de gelederen uitbrak. Veel moslims werden gedood en de anderen trokken zich terug in de heuvels. De Mekkanen zetten hun aanval niet door, gingen terug naar Mekka en eisten de overwinning op. De twee partijen zouden elkaar weer treffen bij de Slag bij de Gracht.